# Mikołaj Klimek
Mikołaj Klimek (* 19. Februar 1972 in Krakau; † 12. Juli 2020 in Warschau) war ein polnischer Theater- und Filmschauspieler und Synchronsprecher.
Nach der Matura studierte er bis 1997 an der Staatlichen Theaterhochschule Krakau (Państwowa Wyższa Szkoła Teatralna im Ludwika Solskiego, PWST). Anschließend trat er als Schauspieler und Synchronsprecher in Spielfilmen, Fernsehserien, Zeichentrickserien und Computerspielen auf. Er spielte Rollen als Theaterschauspieler von 1995 bis 1997 auf den Bühnen des Stary Teatr in Krakau, Teatr Polski in Stettin sowie von 1998 bis 2010 im Teatr Narodowy in Warschau. Es bestand langjährige Zusammenarbeit mit polnischen Regisseuren und Künstlern wie Laco Adamik, Kazimierz Dejmek, Jerzy Grzegorzewski, Marek Kondrat, Kazimierz Kutz, Maciej Prus, Andrzej Seweryn, Jerzy Stuhr, Janusz Wiśniewski.

## Filmografie (Auswahl)
als Schauspieler
| - 1997: Złotopolscy - 1997: Klan (Fernsehserie) - 1998: Miodowe lata (Fernsehserie) - 2000: M jak miłość (Fernsehserie) - 2002: Kasia i Tomek (Fernsehserie) | - 2003: Na Wspólnej (TV-Seifenoper) - 2003: Pogoda na jutro (Spielfilm) - 2004: Pensjonat pod różą (Slice of life) - 2005: Lawstorant (Kriminalkomödie) |

als Synchronsprecher
| - 1987: The Wind of the Willows (O czym szumią wierzby) - 1988: Die Simpsons (Simpsonowie) - 1997: Pokémon - 2000: Yu-Gi-Oh! - 2002: Inspector Gadget (Inspektor Gadżet) - 2007: Chowder - 2007: Peppa Wutz (Świnka Pepa) - 2007: Mein Freund, der Wasserdrache (Koń wodny: Legenda głębin) - 2008: Mass Effect - 2009: Planet 51 (Planeta 51) - 2009: Aaron Stone | - 2009: Das Hundehotel (Hotel dla psów) - 2010: Spy Daddy (Nasza niania jest agentem) - 2010: Wakfu - 2010: The Amazing Spiez (Superszpiedzy) - 2011: Viridiana (DVD-Video) - 2011: Ben 10: Ultimate Alien - 2011: Rango - 2012: Iron Man 3 - 2013: Turbo – Kleine Schnecke, großer Traum (Turbo) - 2014: Guardians of the Galaxy (Strażnicy Galaktyki) |